# Еркелин
Еркелин (на френски: Erquelinnes) е селище в Югозападна Белгия, окръг Тюен на провинция Ено. Населението му е около 9500 души (2006).